# Estação Ferroviária de Crato
A Estação Ferroviária de Crato é uma gare da Linha do Leste, que serve a localidade de Crato, no Distrito de Portalegre, em Portugal.

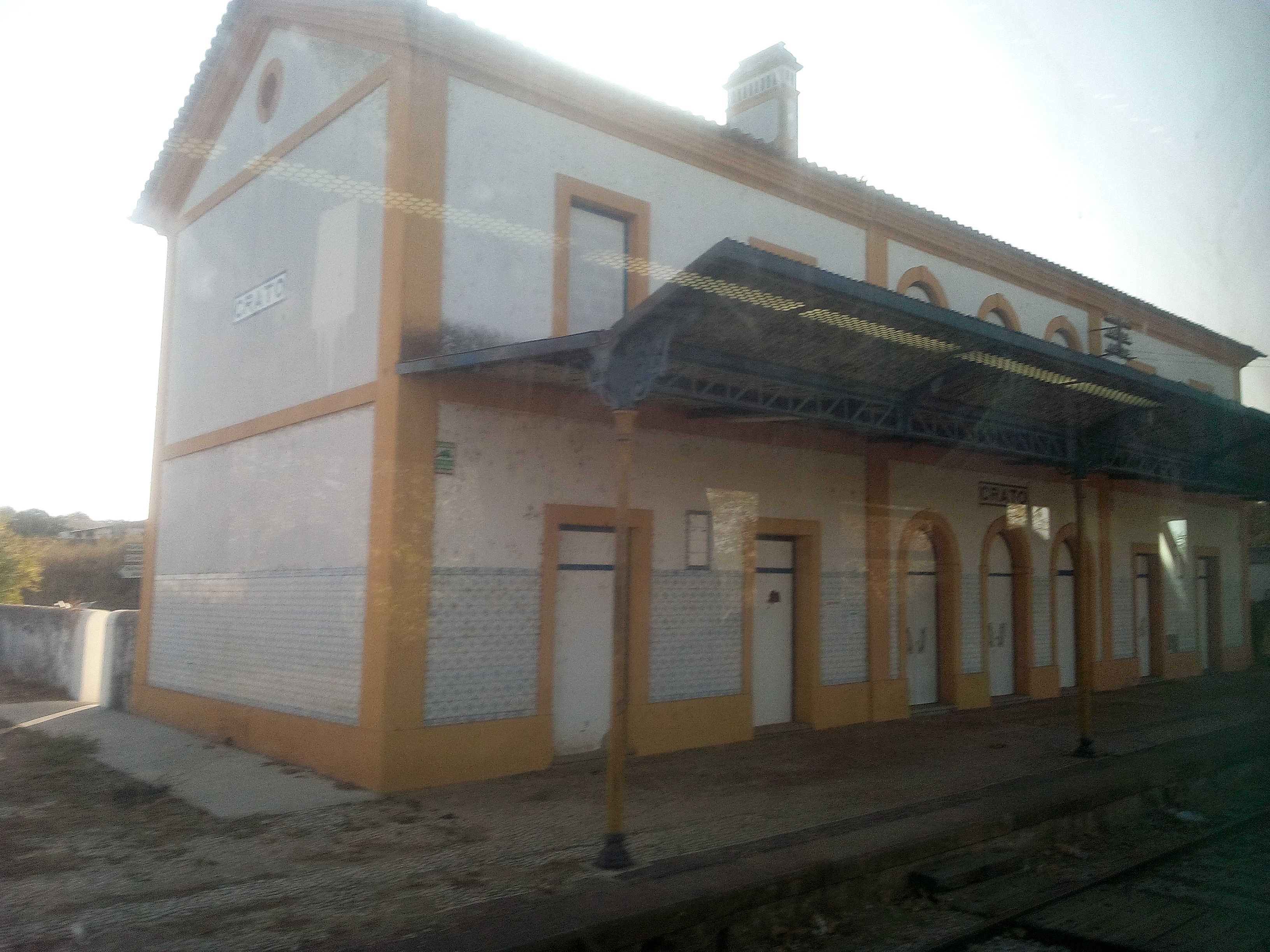
Estação do Crato, em 2017.

## Descrição

### Localização e acessos
Esta interface situa-se junto ao Crato, distante 3,3 km para sul do centro da localidade (Avenida General Humberto Delgado), acessível pela EM 245 (desnível acumulado de +32−92 m).

### Infraestrutura

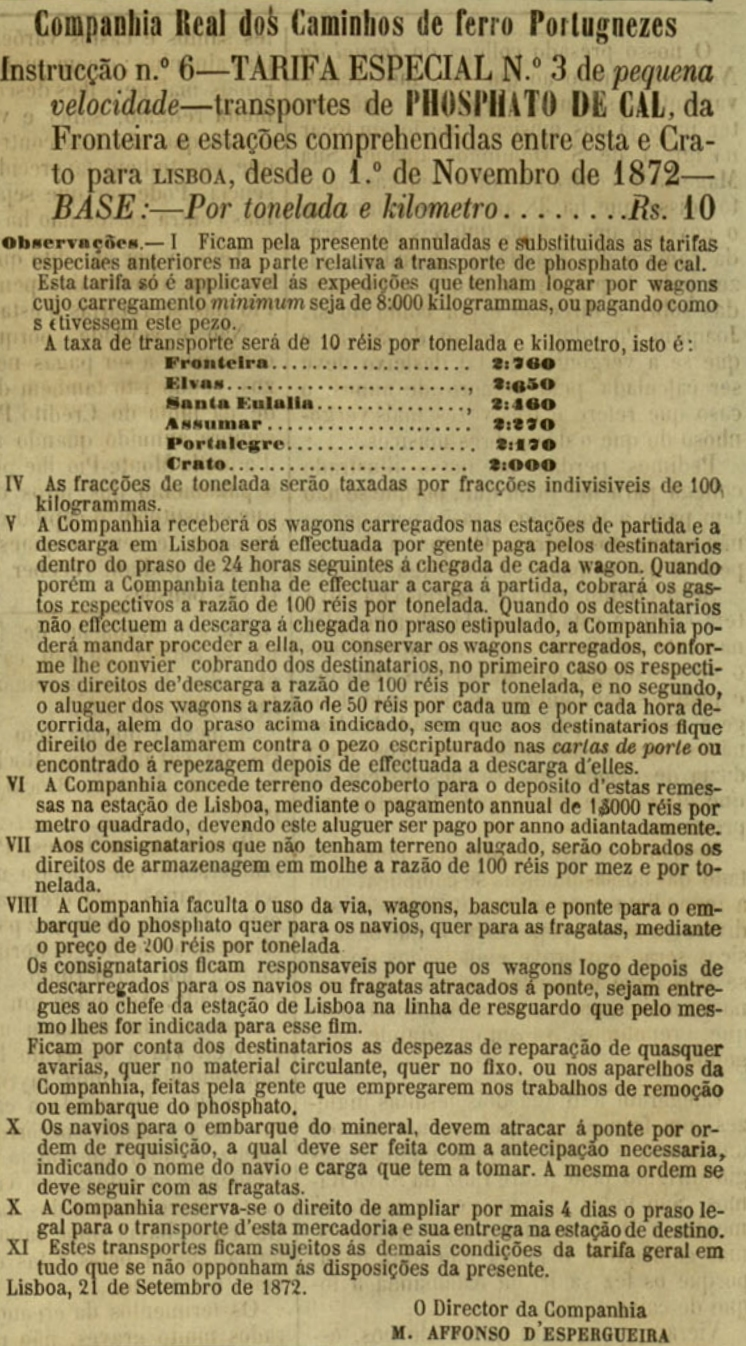
Anúncio de 1872, para transporte de fosfato de cal entre o Crato e a fronteira com Espanha

Em Janeiro de 2011, apresentava duas vias de circulação, ambas com 315 m de comprimento, e duas plataformas, com 91 e 92 m de extensão, e 40 cm de altura.

## História
O lanço entre Abrantes e Crato da Linha do Leste entrou ao serviço pela Companhia Real dos Caminhos de Ferro Portugueses, no dia 6 de Março de 1863, enquanto que o lanço seguinte, até Elvas, foi aberto em 4 de Julho do mesmo ano.
Em 1888, existia uma carreira de diligências unindo a estação do Crato às termas de Cabeço de Vide, uma viagem que demorava cerca de cinco horas e meio. Em 1913, a estação de Crato era servida por carreiras de diligências até Alter do Chão e Fronteira.
No dia 1 de Janeiro de 2012, a C.P. suspendeu os serviços regionais entre Entroncamento e Elvas, e em Maio do mesmo ano Crato (junto com Santa Eulália e Bemposta) foi removido formalmente, pela entidade reguladora, da rede em exploração.

Em 25 de setembro de 2015, os comboios de passageiros voltaram a circular na Linha do Leste, de forma experimental, às sextas-feiras e aos domingos, com duas ligações por dia, uma em casa sentido, entre o Entroncamento e Portalegre. E em 29 de Agosto de 2017, foram retomados os comboios do Entroncamento a Badajoz, servindo também estação do Crato.